# Q-Flex
Con il termine Q-Flex si indica una particolare classe di navi metaniere a membrana destinate al trasporto del gas naturale liquefatto o, in lingua inglese, LNG.

## Tecnica
Queste navi sono dotate di due motori diesel a bassa velocità che vengono accreditati di un minore impatto ambientale rispetto alle turbine a vapore. A bordo è presente un sistema che permette di ri-liquefare il gas direttamente a bordo e quindi di inviarlo nuovamente ai serbatoi della metaniera diminuendone la dispersione nell'ambiente. Si rende così più economico il trasporto e minore è l'impatto ambientale. Si stima che una Q-Flex abbia un impatto ambientale e un consumo di energia minore del 40 per cento rispetto ad una metaniera tradizionale.
La capacità di queste navi varia tra i 210.000 e i 216.000 metri cubi e queste navi erano le più grandi metaniere costruite fino all'entrata in servizio delle navi tipo Q-Max.

## Storia
La prima Q-Flex venne consegnata dai cantieri della Hyundai Heavy Industries alla fine del 2007. Il sistema di liquefazione del gas a bordo è stato sviluppato e prodotto dalla Hamwortly. Questo sistema è stato approvato e certificato dall'ente di classifica DNV. Altri cantieri nei quali vengono costruite le Q-Flex sono quelli della Daewoo & Marine Engineering Company e della Samsung Heavy Industries.
All'agosto 2008 sono state costruite sedici Q-Flex che sono gestite dalla società di trasporto fondata dalla Qatar Gas Tranport Company (Nakilat), dalla Overseas Shipholding Group, dalla Pronav & Commerz Real. I noli vengono effettuati per conto della QatarGas e dalla RasGas. In totale sono stati firmati contratti per la costruzione di un totale di 31 Q-Flex.

## Unità prodotte
(agosto 2008)
- Al Amariya
- Al Ghariya
- Al Gharrafa
- Al Hamla
- Al Huwaila
- Al Kharsaah
- Al Khuwair
- Al Oraiq
- Al Salha
- Al Shamal
- Al Thumama
- Al Utoriya
- Duhail
- Fraiha
- Murwab
- Umm Al Amad